# Tunnack
Tunnack är en ort i Australien. Den ligger i kommunen Southern Midlands och delstaten Tasmanien, i den sydöstra delen av landet, omkring 49 kilometer norr om delstatshuvudstaden Hobart. Antalet invånare är 291.
Runt Tunnack är det mycket glesbefolkat, med 2 invånare per kvadratkilometer.. Närmaste större samhälle är Oatlands, omkring 18 kilometer nordväst om Tunnack. 
I omgivningarna runt Tunnack växer i huvudsak städsegrön lövskog. Genomsnittlig årsnederbörd är 619 millimeter. Den regnigaste månaden är november, med i genomsnitt 79 mm nederbörd, och den torraste är augusti, med 37 mm nederbörd.